# Les Chiens fous
Pour plus de détails, voir Fiche technique et Distribution.
Les Chiens fous (Dogs) est un film américain réalisé par Burt Brinckerhoff, sorti en 1976.

## Synopsis
Dans une petite ville des États-Unis, des chiens forment soudainement des meutes dans le but de tuer les habitants.
On apprend par la suite que leurs anciens maitres les avaient rejettés dans les bois et qu'ils sont devenus sauvages.

## Fiche technique
- Titre français : Les Chiens fous
- Titre original : Dogs
- Réalisation : Burt Brinckerhoff
- Scénario : O'Brian Tomalin
- Musique : Alan Oldfield
- Photographie : Robert Steadman
- Montage : John Wright
- Production : Allan F. Bodoh & Bruce Cohn
- Sociétés de production : La Quinta Partnership, Mar Vista Productions & Bruce Cohn Productions
- Société de distribution : American Cinema Releasing
- Pays de production :  États-Unis
- Langue : Anglais
- Format : Couleur - Mono - 35 mm - 1.85:1
- Genre : Horreur, Thriller
- Durée : 90 min
- Dates de sortie : 
  - 23 février 1977 (États-Unis)
  - 1 janvier 2004 (France, DVD)
- interdit aux moins de 12 ans

## Distribution
- David McCallum (VF : Marcel Guido) : Harlan Thompson
- Sandra McCabe : Caroline Donoghue
- George Wyner (VF : Georges Berthomieu) : Michael Fitzgerald
- Eric Server (VF : Denis Boileau) : Jimmy Goodman
- Sterling Swanson : Dr. Martin Koppelman
- Holly Harris : Louise Koppelman
- Linda Gray : Charlotte Engle
- Dean Santoro (VF : René Bériard) : Dr. Aintry
- Larry Gene Darnell : Larry Ludecke
- Lance Hool (VF : Vincent Violette) : Robbie Pulaski
- Barry Greenberg : Howard Kaplan
- Freddie Hice : Dick Huber
- Jimmy Stathis : Robert Johnson
- Debbie Davis : Marilyn Holly
- Elizabeth Kerr : Mme McDougal

## Autour du film
- Le tournage s'est déroulé à San Diego, en Californie.
- Dans un rôle secondaire mais notable, on reconnaît l'actrice Linda Gray qui accédera à la célébrité internationale deux ans plus tard avec le personnage de Sue Ellen Ewing dans la mythique série Dallas.